# برودريك تومسون (لاعب كرة قدم أمريكية)
برودريك تومسون (بالإنجليزية: Broderick Thompson)‏ هو لاعب كرة قدم أمريكية أمريكي، ولد في 14 أغسطس 1960 في برمنغهام في الولايات المتحدة، وتوفي في 4 فبراير 2002 في لاس فيغاس في الولايات المتحدة.

## وصلات خارجية
- برودريك تومسون على موقع مرجع كرة القدم المحترفة.كوم (الإنجليزية)